# Amigos - Vol. 3
Amigos - Vol. 3 é um álbum do grupo Amigos, lançado em 1998 e contém o show gravado do especial de final de ano da Rede Globo exibido em 30 de dezembro de 1997.

## História
O show Amigos foi uma série de especiais musicais com as duplas sertanejas Chitãozinho & Xororó, Zezé Di Camargo & Luciano e Leandro & Leonardo, exibidos de 1995 a 1998 na programação de fim de ano da Rede Globo.

## Faixas[1]
| N.º            | Título                                                          | Compositor(es)                                                                       | Intérprete (s)                                                                                      | Duração |  |
| 1.             | "Andança"                                                       | Danilo Caymmi / Edmundo Souto / Paulinho Tapajós                                     | Leandro & Leonardo, Chitãozinho & Xororó, Zezé Di Camargo & Luciano                                 | 5:53    |  |
| 2.             | "Toma Juízo"                                                    | Zezé Di Camargo                                                                      | Zezé Di Camargo & Luciano                                                                           | 3:39    |  |
| 3.             | "Te Amo Cada Vez Mais (To Love You More)"                       | David Foster / Edgar Bronfman (versão: Roberto Merli)                                | Leandro, Chitãozinho, Luciano, Daniel (participação especial)                                       | 4:31    |  |
| 4.             | "Cerveja"                                                       | César Augusto / César Rossini                                                        | Leandro & Leonardo                                                                                  | 3:34    |  |
| 5.             | "O Homem de Nazaré"                                             | Cláudio Fontana                                                                      | Chitãozinho & Xororó                                                                                | 4:49    |  |
| 6.             | "Desculpe, mas Eu Vou Chorar"                                   | César Augusto / Gabriel                                                              | Leandro & Leonardo, Fábio Júnior (participação especial)                                            | 3:54    |  |
| 7.             | "Estrada da Vida"                                               | José Rico                                                                            | Leandro & Leonardo, Chitãozinho & Xororó, Zezé Di Camargo e Luciano                                 | 2:32    |  |
| 8.             | "Majestade, o Sabiá"                                            | Roberta Miranda                                                                      | Chitãozinho & Xororó, Roberta Miranda (participação especial)                                       | 4:01    |  |
| 9.             | "Canção da América"                                             | Milton Nascimento / Fernando Brant                                                   | Leandro & Leonardo, Chitãozinho & Xororó, Zezé Di Camargo & Luciano, Daniel (participação especial) | 4:08    |  |
| 10.            | "Eu Só Quero Um Xodó"                                           | Dominguinhos / Anastácia                                                             | Zezé Di Camargo & Luciano, Daniela Mercury (participação especial)                                  | 2:55    |  |
| 11.            | "Pense em Mim"                                                  | Douglas Maio / José Ribeiro / Mário Soares                                           | Leandro & Leonardo                                                                                  | 3:36    |  |
| 12.            | "Pot-Pourri: De Volta pro Aconchego / Milla / Mineirinho"       | Dominguinhos / Nando Cordel; Tuca Fernandes / Manno Góes; Alexandre Pires / Lourenço | Zezé Di Camargo; Leonardo; Chitãozinho                                                              | 4:59    |  |
| 13.            | "Pot-Pourri: É Uma Partida de Futebol / Beleza Rara / La Bamba" | Samuel Rosa / Nando Reis; Ed Grandão; Domínio Público                                | Luciano; Xororó, Zezé Di Camargo; Leandro e todos                                                   | 4:58    |  |
| 14.            | "Você Vai Ver"                                                  | Elias Muniz / Carlos Colla                                                           | Zezé Di Camargo & Luciano                                                                           | 3:52    |  |
| 15.            | "Marcas do Que Se Foi"                                          | Zurana                                                                               | Leandro & Leonardo, Chitãozinho & Xororó, Zezé Di Camargo & Luciano                                 | 4:58    |  |
| Duração total: | Duração total:                                                  | Duração total:                                                                       | Duração total:                                                                                      | 1:05:51 |  |